# Amalia Filippina di Borbone-Spagna
Amalia Filippina di Borbone-Spagna (Madrid, 12 ottobre 1834 – castello di Nymphenburg, 27 agosto 1905) fu un membro della famiglia reale spagnola.

## Biografia

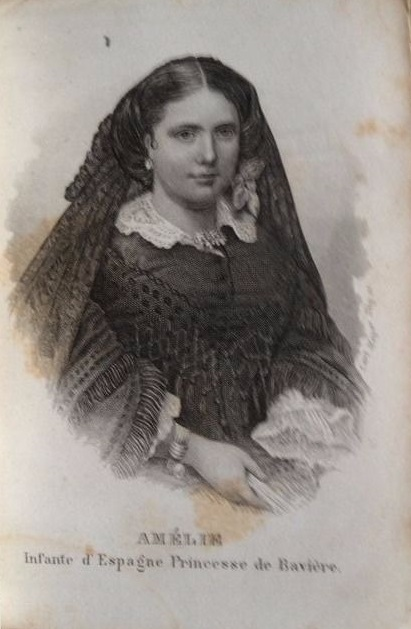
L'Infanta Amelia Filippina nel 1840

### L'infanzia
Nata nel Palazzo Reale di Madrid, Amalia Filippina era l'undicesima dei figli e sesta fra le femmine di Francesco di Paola di Borbone-Spagna, figlio minore di Carlo IV di Spagna e di Maria Luisa di Borbone-Parma, e di sua moglie, Luisa Carlotta di Borbone-Due Sicilie. La madre dell'Infanta Amalia Filippina era nipote di suo padre, dato che la nonna materna Maria Isabella di Borbone-Spagna era la sorella maggiore del padre di Amalia Filippina.
Nacque durante i primi anni di regno della cugina, Isabella II di Spagna. La zia materna, la regina Maria Cristina, era la reggente di Spagna. Tuttavia la madre di Amalia litigò con la sorella, la regina reggente, e di conseguenza furono espulsi dalla Spagna nel 1838. La famiglia si trasferì in Francia, vivendo sotto la protezione dello zio il re Luigi Filippo. Dopo che la regina Maria Cristina perse il potere, nel mese di ottobre 1840, la madre di Amalia Filippina fece ritorno a corte insieme alla famiglia. All'età di otto anni Amalia Filippina perse la madre.

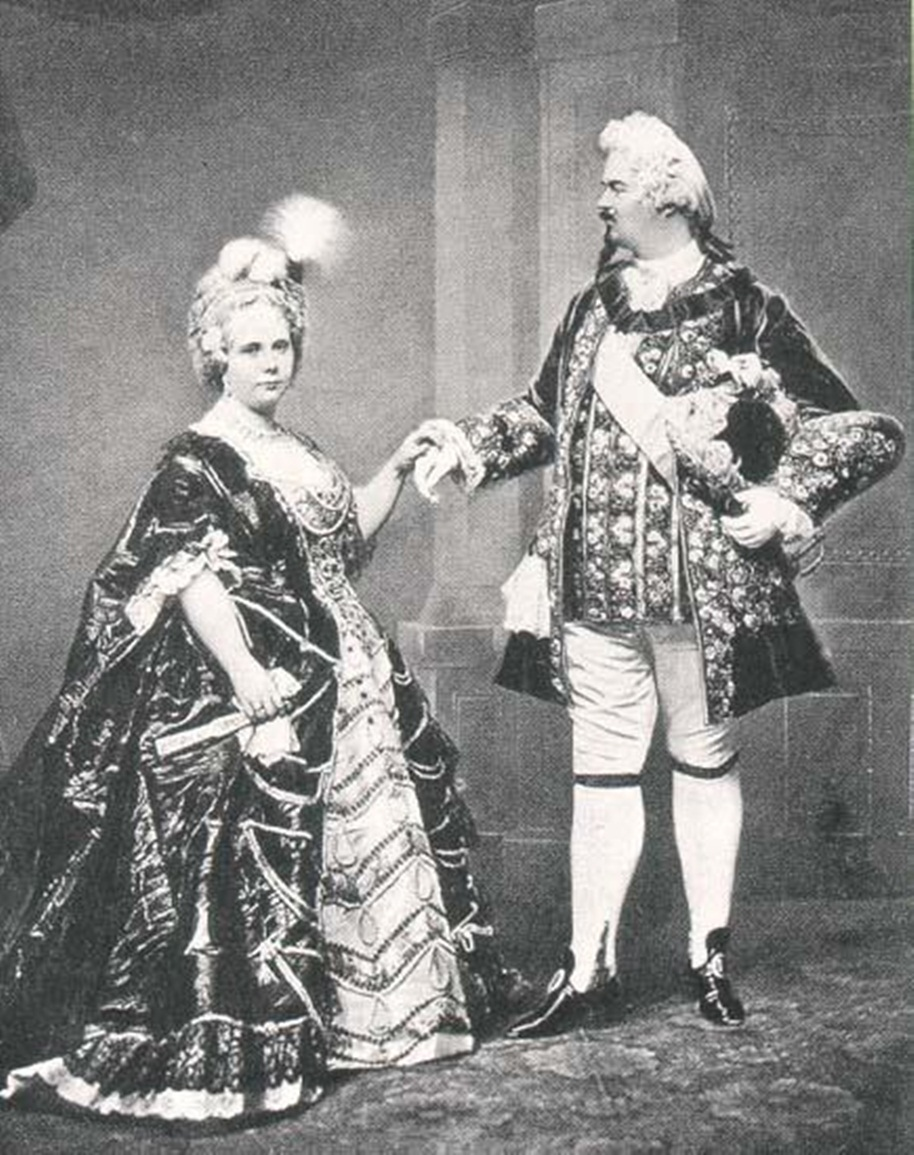
L'Infanta Amelia e suo marito Adalberto in costume settecentesco

### Il matrimonio
All'età di vent'anni Amalia Filippina era bassa e tozza. Essendo la più giovane di cinque sorelle, venne quasi dimenticata presso la corte spagnola. Tuttavia, fu l'unica tra le sorelle a contrarre un matrimonio reale.
Nel 1856 il principe Adalberto Guglielmo di Baviera, figlio del re Ludovico I e della principessa Teresa di Sassonia-Hildburghausen, si presentò alla corte spagnola alla ricerca di una moglie. Le nozze vennero celebrate il 25 agosto 1856 a Madrid.
Al suo arrivo presso la corte bavarese suo suocero, grande ammiratore della bellezza femminile, rimase deluso quando la incontrò. Amalia Filippina scandalizzò la corte con la sua abitudine di fumare.

### La morte
Sebbene avesse vissuto per il resto della sua vita a Monaco di Baviera, Amalia Filippina rimase legata al suo paese natale. Visitò spesso la Spagna e suo figlio maggiore nacque nel Palazzo Reale di Madrid; inoltre tutti i suoi figli parlavano correttamente lo spagnolo. Nel 1875 suo marito morì.
Amalia Filippina morì nel Castello di Nymphenburg all'età di settanta anni e fu seppellita nella chiesa di San Michele a Monaco di Baviera.

## Discendenza
Amalia Filippina ed Adalberto ebbero cinque figli:
- Ludovico Ferdinando (1859-1949), sposò l'infanta Maria de la Paz di Borbone-Spagna;
- Alfonso (1862-1933), sposò la principessa Luisa d'Orleans, figlia di Ferdinando Filippo Maria, duca d'Alençon;
- Isabella (1863-1924), sposò Tommaso di Savoia, duca di Genova;
- Elvira (1868-1943), sposò Rudolf von Wrbna-Kaunitz-Rietberg-Questenberg und Freudenthal;
- Clara (1874-1941), rimase nubile.

## Ascendenza
|                                       |                                |                                 | Genitori                      |  |  | Nonni |  |  | Bisnonni            |  |  | Trisnonni           |  |
|                                       |                                |                                 |                               |  |  |       |  |  | Carlo III di Spagna |  |  | Filippo V di Spagna |  |
|                                       |                                |                                 |                               |  |  |       |  |  | Carlo III di Spagna |  |  | Filippo V di Spagna |  |
|                                       |                                | Elisabetta Farnese              |                               |  |  |       |  |  | Carlo III di Spagna |  |  |                     |  |
| Carlo IV di Spagna                    |                                |                                 |                               |  |  |       |  |  | Carlo III di Spagna |  |  |                     |  |
|                                       |                                | Maria Amalia di Sassonia        | Augusto III di Polonia        |  |  |       |  |  |                     |  |  |                     |  |
|                                       |                                | Maria Amalia di Sassonia        | Augusto III di Polonia        |  |  |       |  |  |                     |  |  |                     |  |
|                                       |                                | Maria Amalia di Sassonia        | Maria Giuseppa d'Austria      |  |  |       |  |  |                     |  |  |                     |  |
| Francesco di Paola di Borbone-Spagna  |                                | Maria Amalia di Sassonia        |                               |  |  |       |  |  |                     |  |  |                     |  |
|                                       |                                | Filippo I di Parma              | Filippo V di Spagna           |  |  |       |  |  |                     |  |  |                     |  |
|                                       |                                | Filippo I di Parma              | Filippo V di Spagna           |  |  |       |  |  |                     |  |  |                     |  |
|                                       |                                | Filippo I di Parma              | Elisabetta Farnese            |  |  |       |  |  |                     |  |  |                     |  |
| Maria Luisa di Borbone-Parma          |                                | Filippo I di Parma              |                               |  |  |       |  |  |                     |  |  |                     |  |
|                                       |                                | Elisabetta di Borbone-Francia   | Luigi XV di Francia           |  |  |       |  |  |                     |  |  |                     |  |
|                                       |                                | Elisabetta di Borbone-Francia   | Luigi XV di Francia           |  |  |       |  |  |                     |  |  |                     |  |
|                                       |                                | Elisabetta di Borbone-Francia   | Maria Leszczyńska             |  |  |       |  |  |                     |  |  |                     |  |
| Amalia Filippina di Borbone-Spagna    |                                | Elisabetta di Borbone-Francia   |                               |  |  |       |  |  |                     |  |  |                     |  |
|                                       | Ferdinando I delle Due Sicilie | Carlo III di Spagna             |                               |  |  |       |  |  |                     |  |  |                     |  |
|                                       | Ferdinando I delle Due Sicilie | Carlo III di Spagna             |                               |  |  |       |  |  |                     |  |  |                     |  |
|                                       | Ferdinando I delle Due Sicilie | Maria Amalia di Sassonia        |                               |  |  |       |  |  |                     |  |  |                     |  |
| Francesco I delle Due Sicilie         | Ferdinando I delle Due Sicilie |                                 |                               |  |  |       |  |  |                     |  |  |                     |  |
|                                       |                                | Maria Carolina d'Asburgo-Lorena | Francesco I di Lorena         |  |  |       |  |  |                     |  |  |                     |  |
|                                       |                                | Maria Carolina d'Asburgo-Lorena | Francesco I di Lorena         |  |  |       |  |  |                     |  |  |                     |  |
|                                       |                                | Maria Carolina d'Asburgo-Lorena | Maria Teresa d'Austria        |  |  |       |  |  |                     |  |  |                     |  |
| Luisa Carlotta di Borbone-Due Sicilie |                                | Maria Carolina d'Asburgo-Lorena |                               |  |  |       |  |  |                     |  |  |                     |  |
|                                       |                                | Carlo IV di Spagna              | Carlo III di Spagna           |  |  |       |  |  |                     |  |  |                     |  |
|                                       |                                | Carlo IV di Spagna              | Carlo III di Spagna           |  |  |       |  |  |                     |  |  |                     |  |
|                                       |                                | Carlo IV di Spagna              | Maria Amalia di Sassonia      |  |  |       |  |  |                     |  |  |                     |  |
| Maria Isabella di Borbone-Spagna      |                                | Carlo IV di Spagna              |                               |  |  |       |  |  |                     |  |  |                     |  |
|                                       |                                | Maria Luisa di Borbone-Parma    | Filippo I di Parma            |  |  |       |  |  |                     |  |  |                     |  |
|                                       |                                | Maria Luisa di Borbone-Parma    | Filippo I di Parma            |  |  |       |  |  |                     |  |  |                     |  |
|                                       |                                | Maria Luisa di Borbone-Parma    | Elisabetta di Borbone-Francia |  |  |       |  |  |                     |  |  |                     |  |
|                                       |                                | Maria Luisa di Borbone-Parma    |                               |  |  |       |  |  |                     |  |  |                     |  |